# Hällnäs
För andra betydelser, se Hällnäs (olika betydelser).
Hällnäs är en tätort i Vindelns kommun i Västerbottens län.
Orten ligger utmed Stambanan genom övre Norrland samt Tvärbanan Storuman-Hällnäs.

## Historia
Byn var och är belägen i Degerfors socken och ingick efter kommunreformen 1862 i Degerfors landskommun. I denna inrättades för orten 30 juli 1937 Hällnäs municipalsamhälle som upplöstes 31 december 1958.

### Sanatoriet
Strax utanför orten ligger det stora sanatoriet Hällnäs sanatorium, som invigdes 1926.

### Befolkningsutveckling
| Befolkningsutvecklingen i Hällnäs 1960–2020 | Befolkningsutvecklingen i Hällnäs 1960–2020 | Befolkningsutvecklingen i Hällnäs 1960–2020 | Befolkningsutvecklingen i Hällnäs 1960–2020 | Befolkningsutvecklingen i Hällnäs 1960–2020 |
| ------------------------------------------- | ------------------------------------------- | ------------------------------------------- | ------------------------------------------- | ------------------------------------------- |
|                                             |                                             |                                             |                                             |                                             |
| År                                          |                                             |                                             | Folkmängd                                   | Areal (ha)                                  |
| 1960                                        | 1960                                        |                                             | 514                                         |                                             |
| 1965                                        | 1965                                        |                                             | 524                                         |                                             |
| 1970                                        | 1970                                        |                                             | 467                                         |                                             |
| 1975                                        | 1975                                        |                                             | 452                                         |                                             |
| 1980                                        | 1980                                        |                                             | 394                                         |                                             |
| 1990                                        | 1990                                        |                                             | 357                                         | 109                                         |
| 1995                                        | 1995                                        |                                             | 396                                         | 109                                         |
| 2000                                        | 2000                                        |                                             | 319                                         | 118                                         |
| 2005                                        | 2005                                        |                                             | 309                                         | 118                                         |
| 2010                                        | 2010                                        |                                             | 259                                         | 117                                         |
| 2015                                        | 2015                                        |                                             | 230                                         | 81                                          |
| 2020                                        | 2020                                        |                                             | 229                                         | 85                                          |
|                                             |                                             |                                             |                                             |                                             |

## Samhället

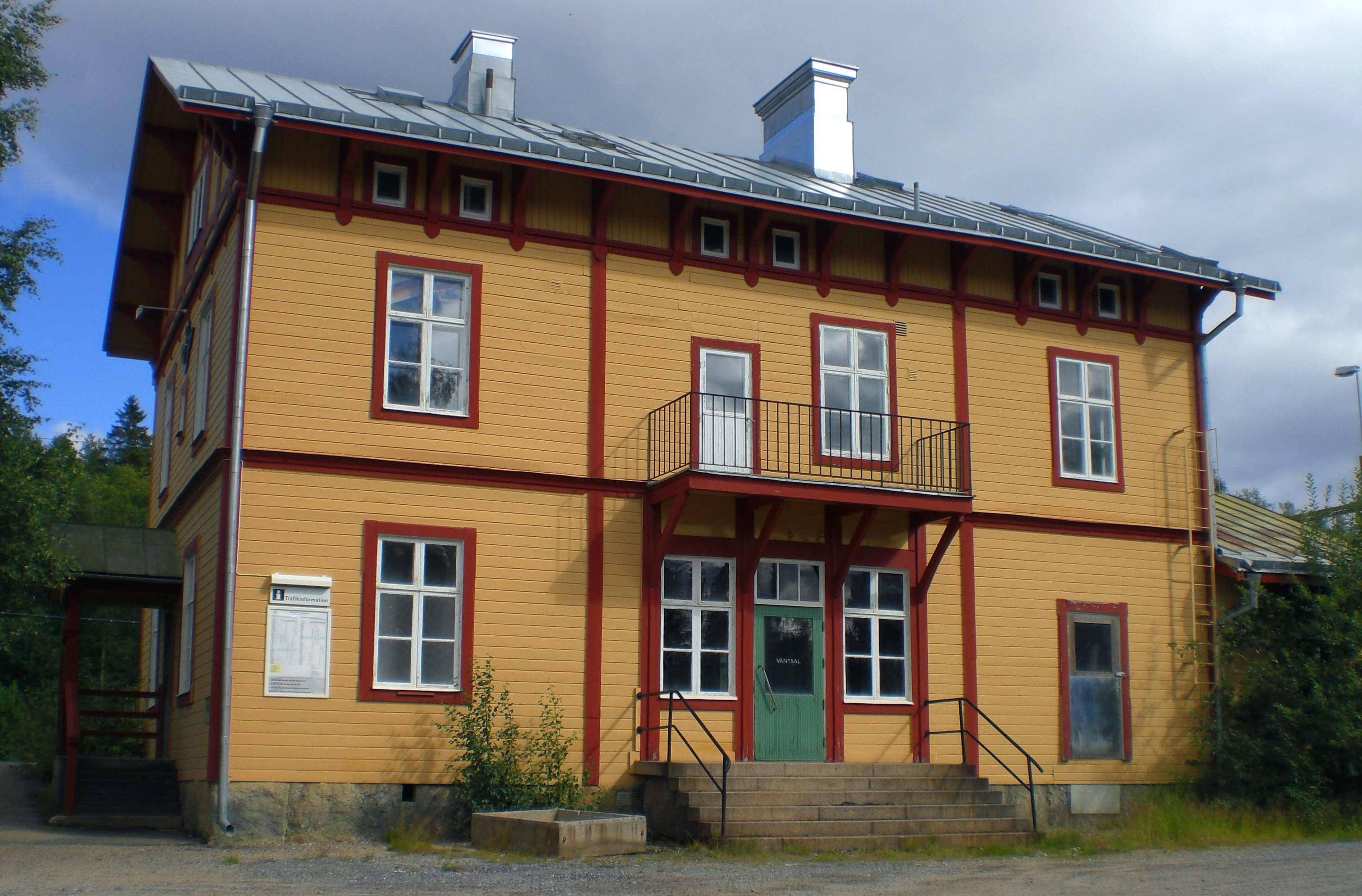
Hällnäs järnvägsstation. Fotograferad 2008

I Hällnäs finns förskola, skola, bibliotek, Folkets Hus, och livsmedelsbutik, Hällnäs Handelsträdgård. Hällnäs järnvägsstation, som byggdes 1892, kom under beteckningen Hällnäsmodellen att bli en förebild för en typ av mindre järnvägsstationer som uppfördes på 43 orter, främst längs Norra stambanan och Mittbanan. På stationen betjänas sedan 2011 tåg mellan Umeå och Lycksele av Norrtåg.